# 薩頓鎮區 (內布拉斯加州克萊縣)
薩頓鎮區（英語：Sutton Township）是位於美國內布拉斯加州克萊縣的一個行政鎮區。

## 地方資料
薩頓鎮區的面積為89.61平方千米，當中陸地面積為89.55平方千米，而水域面積為0.06平方千米。根據2020年美國人口普查的數據，當地共有人口117人，而人口密度為每平方千米1.31人。